# Gymnomitrion moralesae
Gymnomitrion moralesae là một loài Rêu trong họ Gymnomitriaceae. Loài này được Váňa mô tả khoa học đầu tiên năm 1980.